# 발터 할슈타인

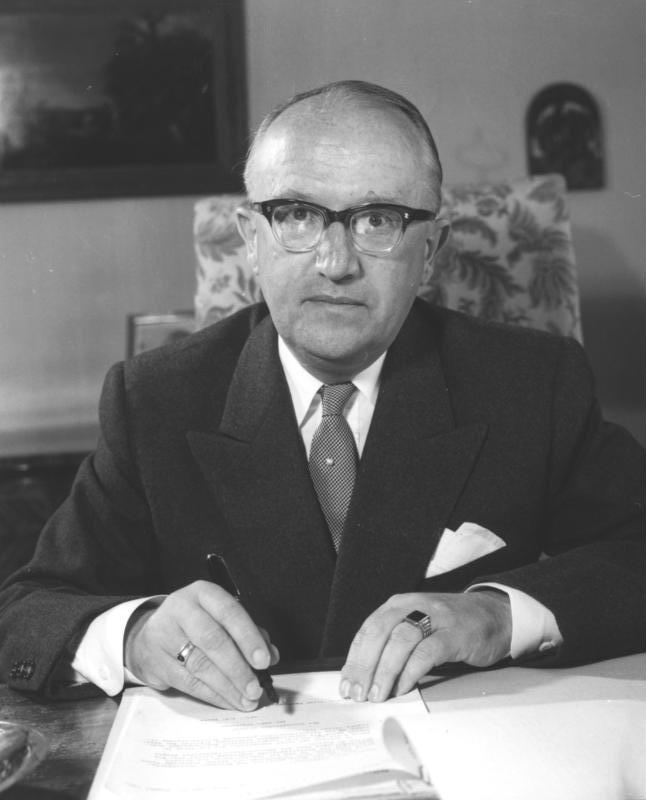
발터 할슈타인

발터 할슈타인(독일어: Walter Hallstein, 1901년 11월 17일 마인츠 ~ 1982년 3월 29일 슈투트가르트)은 독일의 법학자이자 정치인이다.

## 생애
1925년 베를린 훔볼트 대학교를 졸업했으며 1930년에는 로스토크 대학교에서 민법, 회사법 교수, 1941년에는 프랑크푸르트 대학교 법학 교수로 임명되었다. 국가사회주의 독일 노동자당(나치당)과 관련된 교수 단체 회원이었지만 나치즘에 반감을 갖고 있었기 때문에 나치당 당원이 되지 않았다.
1942년에는 프랑스 북부에서 독일 국방군 예비역 중위로 복무했지만 1944년 6월 26일 셰르부르 전투(Cherbourg) 도중에 미국 육군의 포로로 잡혔다. 미국 미시시피주에 위치한 독일인 포로 수용소에 설치된 수용소 대학교에서 법학을 전공했다. 1945년 11월에 독일로 귀환했고 1946년까지 1948년까지 프랑크푸르트 대학교 총장을 역임했다. 1948년에는 미국 조지타운 대학교에서 1년 동안 객원 교수로 재직했다. 1949년부터 1950년까지 유네스코 위원회 의장을 역임했다.
1951년부터 1958년까지 서독 외무부 차관을 역임했다. 특히 1955년에는 동독을 국가로 승인한 국가와는 외교 관계를 맺지 않는다는 '할슈타인 독트린'을 발표했다. 1958년 1월 7일부터 1967년 6월 20일까지 유럽 경제 공동체의 집행위원회 위원장을 역임했고 1969년 9월 28일부터 1972년 11월 19일까지 독일 기독교민주연합 소속 독일 연방의회 의원을 역임했다.